# Hoher Zwiesler
Der Hohe Zwiesler ist ein 1376 m ü. NHN hoher Gipfel des Bergrückens Rauchenberg in den Bayerischen Voralpen.

## Topographie
Der Hohe Zwiesler ist der höchste Gipfel des Bergrückens Rauchenberg, der sich zwischen der Jachenau und der Isar nördlich des Sylvensteinstausees erstreckt. Neben dem Hohen Zwiesler sind als weitere Gipfel nordöstlich des Hohen Zwieslers Paradiesköpfl, Anderlkopf, Mitterkopf und Talkopf und in südwestlicher Richtung Achselkopf und Brünstkopf zu nennen. Am nordöstlichen Fuß des Rauchenbergs befindet sich die gleichnamige Einöde Rauchenberg, die zu Lenggries gehört.
Auf den bewaldeten Gipfel führt kein ausgeschilderter Weg. Der einfachste Zugang erfolgt per Forstweg über den Weiler Rauchenberg. Die letzten ca. 200 Höhenmeter ab Ende Forstweg sind unmarkiert und weglos in teils steilem Gelände zurückzulegen. Am höchsten Punkt befindet sich ein Trigonometrischer Punkt; 30 m unterhalb auf der Nordseite des Gipfels kennzeichnet an einer Felswand ein Felsmarch die historische Grenze zwischen dem Kloster Benediktbeuern und dem Landgericht Tölz, siehe Liste der Baudenkmäler in Jachenau.

## Galerie

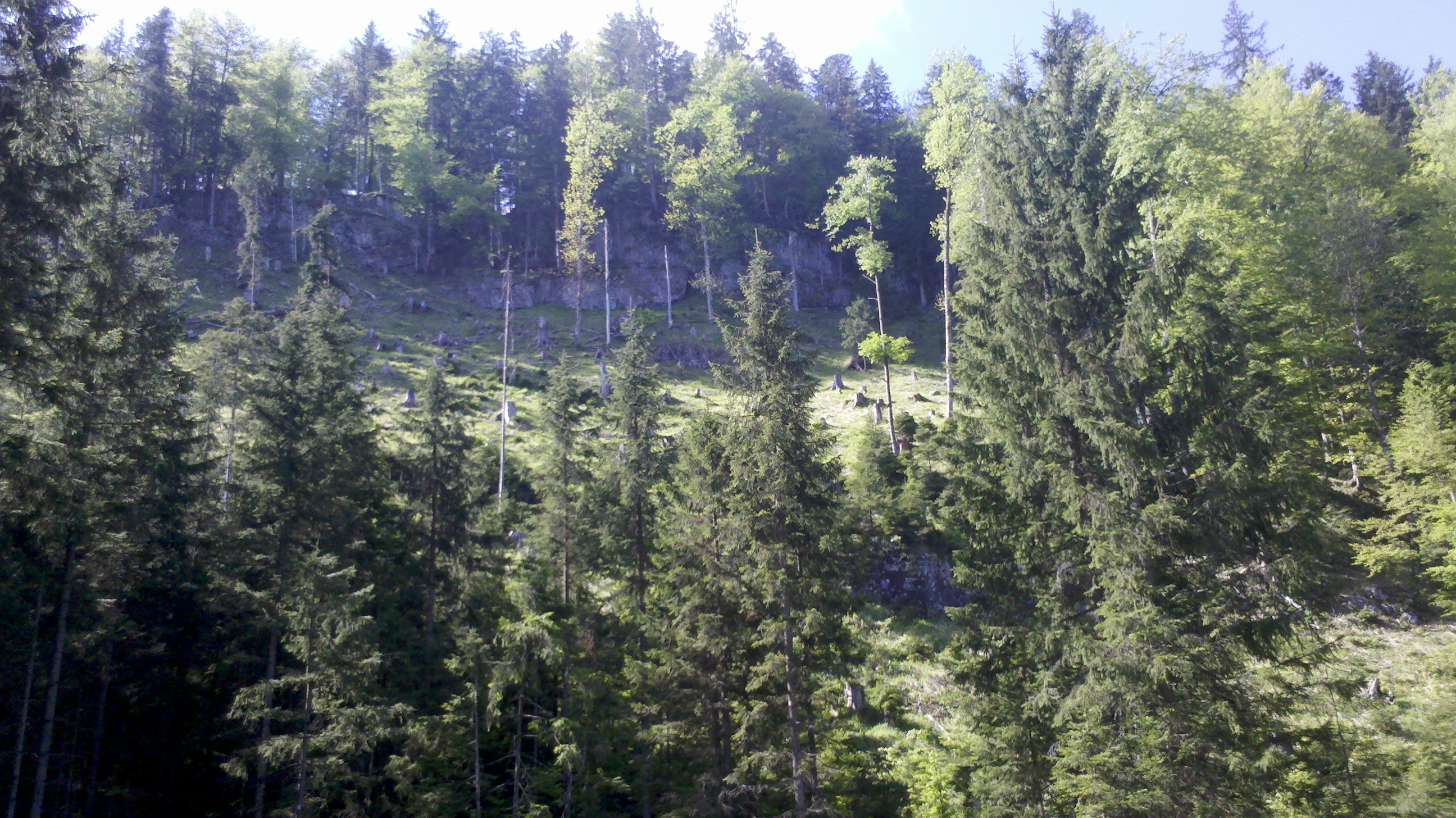
Anderlkopf
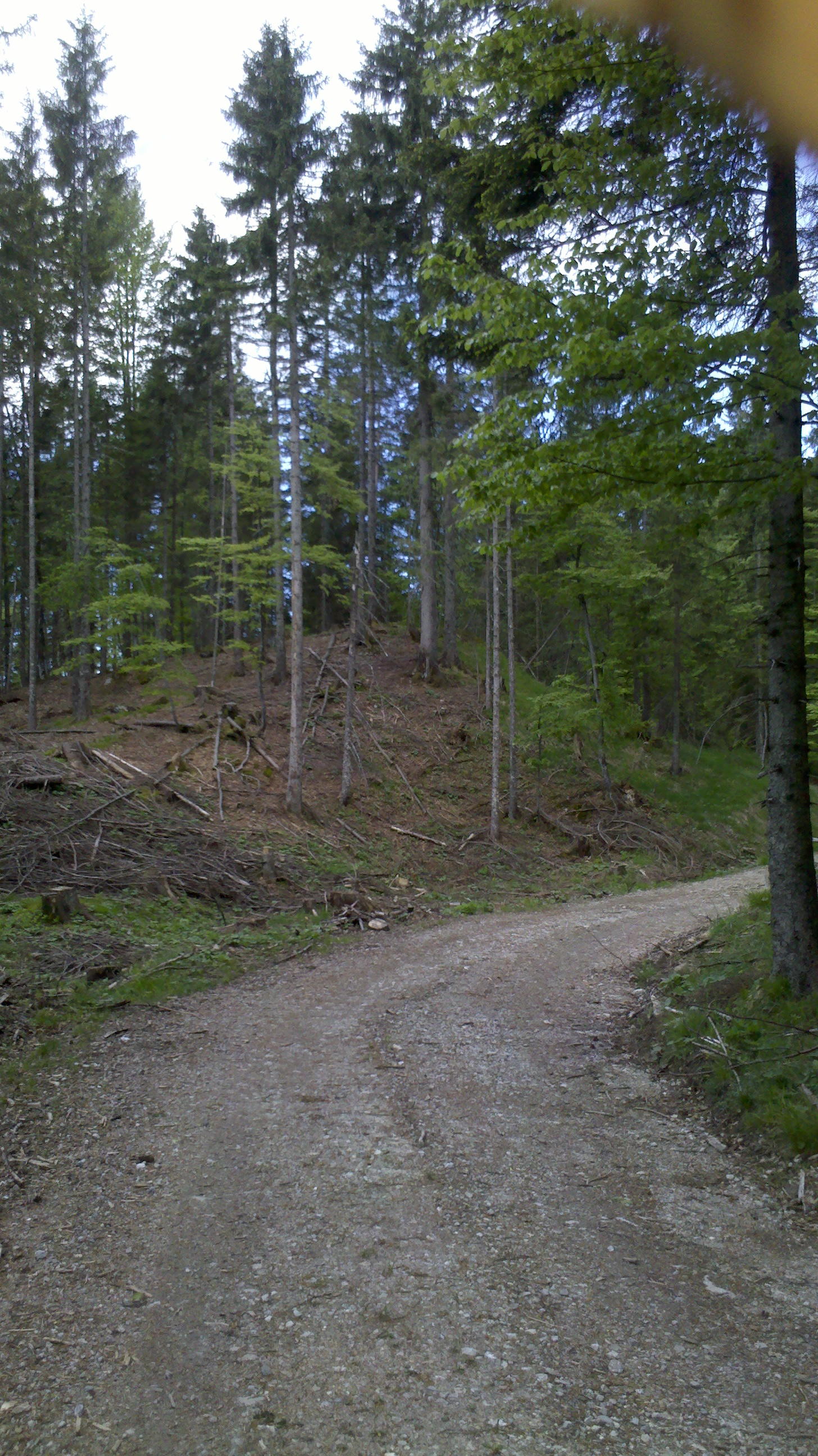
Paradiesköpfel
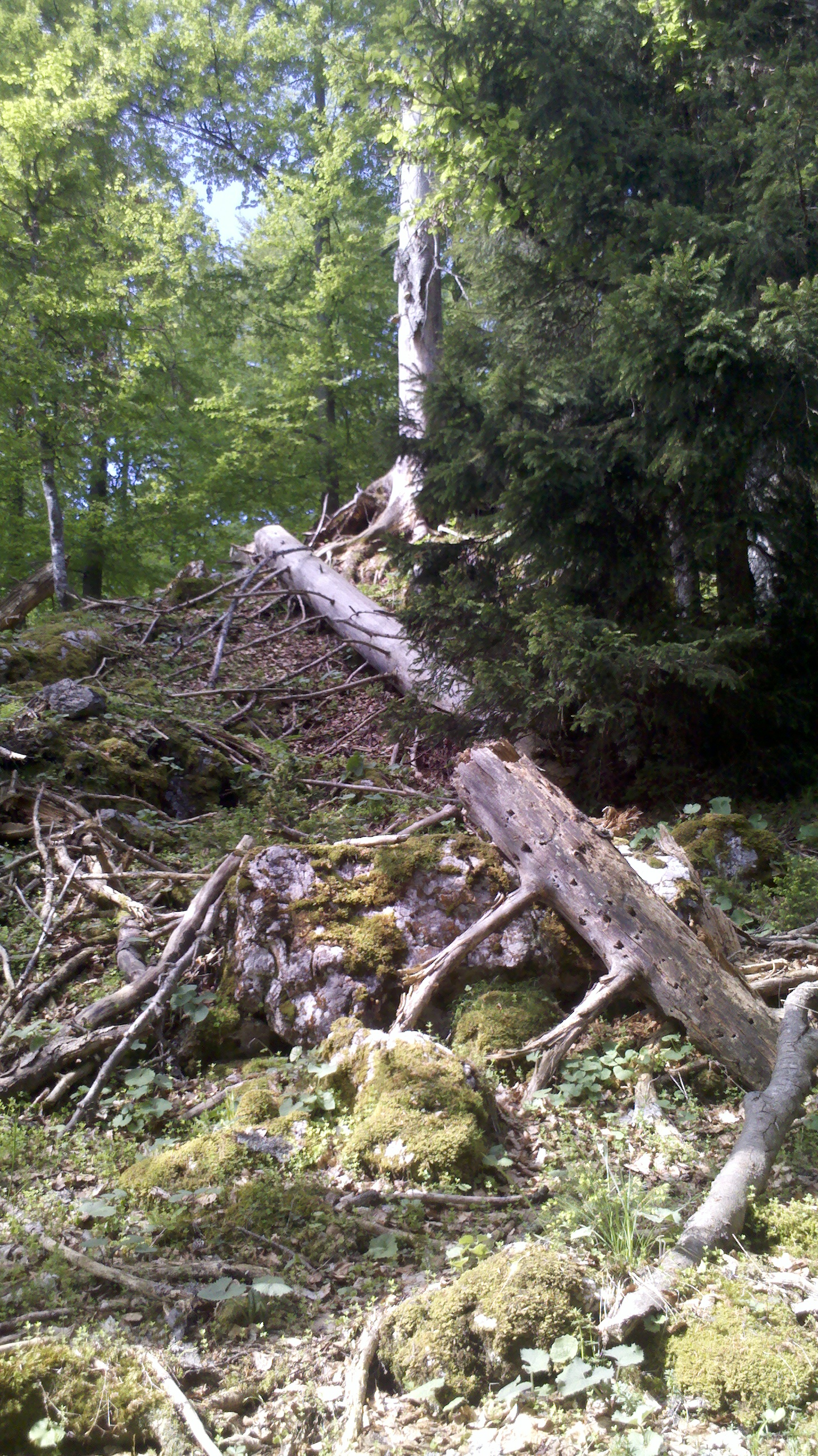
Wegloses Gelände unterhalb des Gipfels
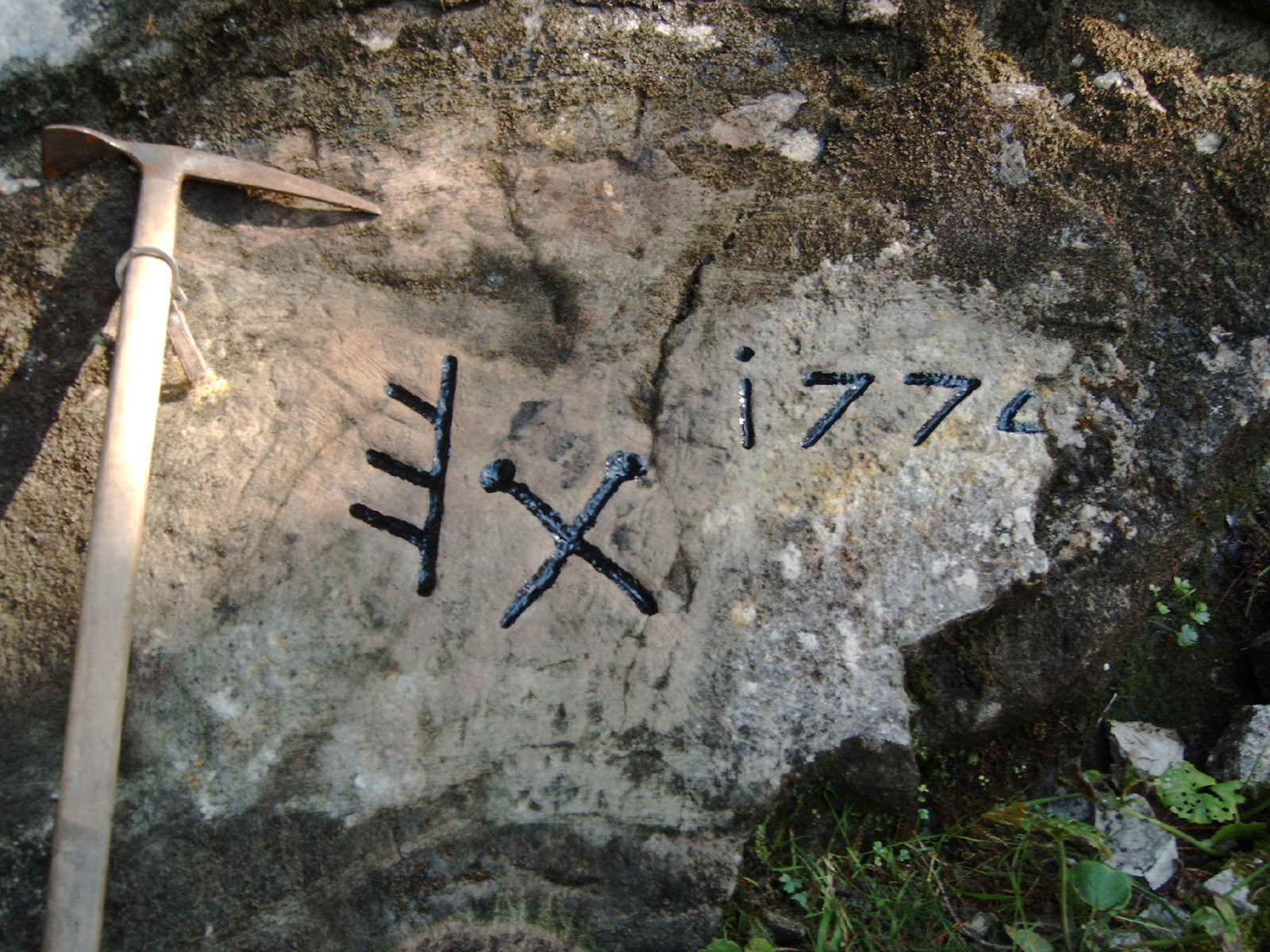
Felsmarch 30 m unterhalb des Gipfels auf der Nordseite des Hohen Zwieslers